# シティタワー綾瀬
シティタワー綾瀬（CITY TOWER AYASE）は、住友不動産が足立区綾瀬にて、周辺の再開発事業に伴い建設中の高層マンション。2025年11月に竣工予定。
再開発前は、エトセトラビル、サンポップビルなどがあった。高さ109.99m。なお低層階には商業施設が入る予定。マンション共用施設として、テレワークラウンジなどを計画している。2026年3月下旬に入居を開始する予定。

## 交通広場
シティタワー綾瀬の隣には、交通広場が建設される。交通広場には、バスやタクシーなどの発着が予定されている。なお、交通広場は2024年10月に竣工。

## アクセス
- 120-0005 東京都足立区綾瀬3丁目4-9
- 東京メトロ千代田線 綾瀬駅 徒歩1分